# Hulevník lékařský
Hulevník lékařský (Sisymbrium officinale) je planě rostoucí žlutě kvetoucí rostlina z čeledě brukvovitých.

## Výskyt
Tato bylina pocházející ze Středozemí se stala kosmopolitní, je celosvětově rozšířena v oblastech mírného podnebného pásu vyjma jižní Afriky.
V České republice se v teplejších oblastech vyskytuje hojně, se stoupající nadmořskou výškou však ji ubývá. Roste v synantropních areálech jako jsou pole, louky, zahrady, na rumištích, náspech, podél cest a na neudržovaných pozemcích v blízkosti lidských sídel, vyrůstá i na sešlapovaných místech. Nejlépe roste v půdách kyprých, dobře zásobených živinami a na nezastíněných stanovištích.

## Popis
Je to jednoletá nebo ozimá rostlina vysoká 30 až 80 cm. Od báze jsou bohatě větvené lodyhy tuhé, přímé a porostlé chlupy. Často tmavě fialově purpurové větve dlouhé až 50 cm, odbočující téměř v pravém úhlu, jsou zprvu rozkladité až rozprostřené, výše pak vystoupavé. Dolní listy v růžici a prostřední lodyžní listy mají řapíky, jsou peřenosečné s úkrojky nepravidelně laločnatými až hrubě zubatými, přitom koncový úkrojek bývá výrazné laločnatý až zastřihovaný. Horní listy lodyhy mají řapíky velmi krátké, jejich čepele jsou peřenosečné až hrálovité, hrubě anebo jemně pilovité. Kořen je jeden hlavní, kůlovitý, se sítí menších kořínků.
Drobné oboupohlavné čtyřčetné květy na krátkých stopkách jsou sestaveny v prodloužených hroznovitých květenstvích, které jsou tvořeny až 60 květy. Květenství vyrůstají na koncích větví, současně s růstem plodů se prodlužují. Volné kališní plátky jsou tvaru kopinatého až vejčitě kopinatého a jsou dlouhé od 2 do 3 mm. Citrónově žluté korunní plátky dlouhé 3 až 4 mm bývají obkopinaté, od báze k vrcholu se zužující, jsou volné. Čtyřmocných nažloutlých tyčinek je v květu šest, mají nitky dlouhé 2 až 3 mm zakončené vejčitými prašníky. Pestík je vytvořen dvěma plodolisty, blizna je mírně dvoulaločná. Semeník obsahuje 10 až 20 vajíček.
Plody jsou podlouhlé šešule přitisknuté k lodyze, rostou na krátkých tlustých stopkách. Jsou kuželovité, dlouhé asi 15 a široké 12 mm, směrem nahoru se zužují, mají štětinatě chlupaté chlopně. Červenohnědá semena velká asi 1 mm jsou podlouhle vejčitá, rýhovaná.

## Rozmnožování
Hulevník lékařský se výhradně rozmnožuje pohlavně, semeny. Statná rostlina jich za sezonu vyprodukuje až 2700. Semena, která jsou poměrně dlouze dormantní, klíči nepravidelně. Starší semena mohou klíčit z povrchové vrstvy půdy během celého vegetačního období, potom rostlinky přezimují v podobě přízemní listové růžice a vykvetou uprostřed léta. Hromadně však klíčí semena na jaře a tyto rostliny kvetou až do zámrazu. Semena si podržují dlouhou dobu klíčivosti.

## Využití
Je zařazován mezi plevele, v podmínkách ČR je však málo významný, zapleveluje občas ozimou řepku olejku a okopaniny, vyrůstá někdy v prořídlých víceletých pícninách, kde není žádoucí. Řádným podzimním nebo jarním vláčením polí se mladé listové růžice zničí.
Jedná se také o léčivou rostlinu, používá se ale jen zřídka. Byly ji připisovány posilující účinky celého těla, léčebné účinky při nemocech zažívání, močového měchýře a při uvolňování hlenů v plících a při bronchitidě. Mladé lístky a vrcholky nekvetoucích lodyh lze pro hořčičnou chuť používat na ochucování salátů, polévek a omáček.

## Galerie

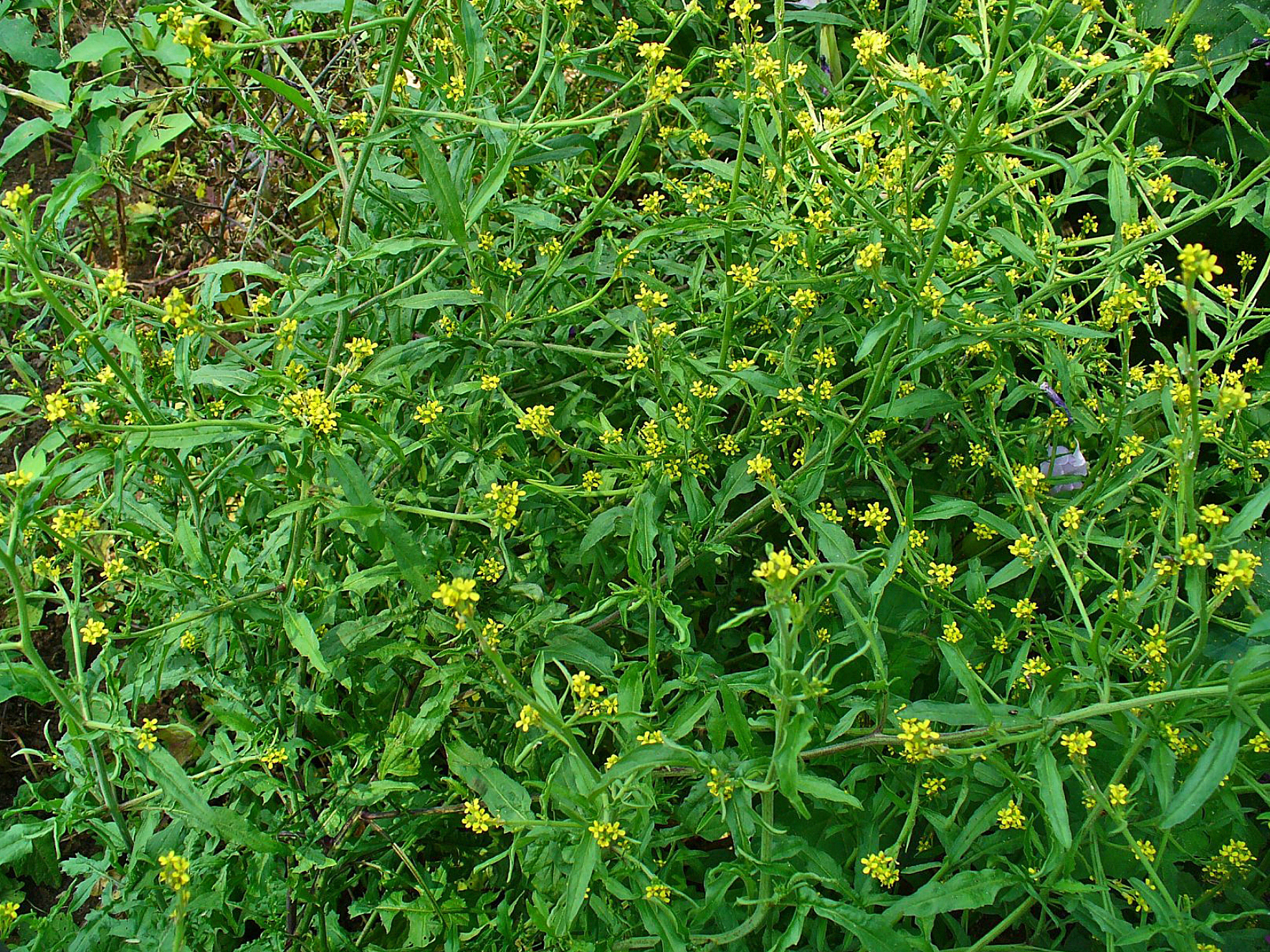
Hustá kolonie rostlin
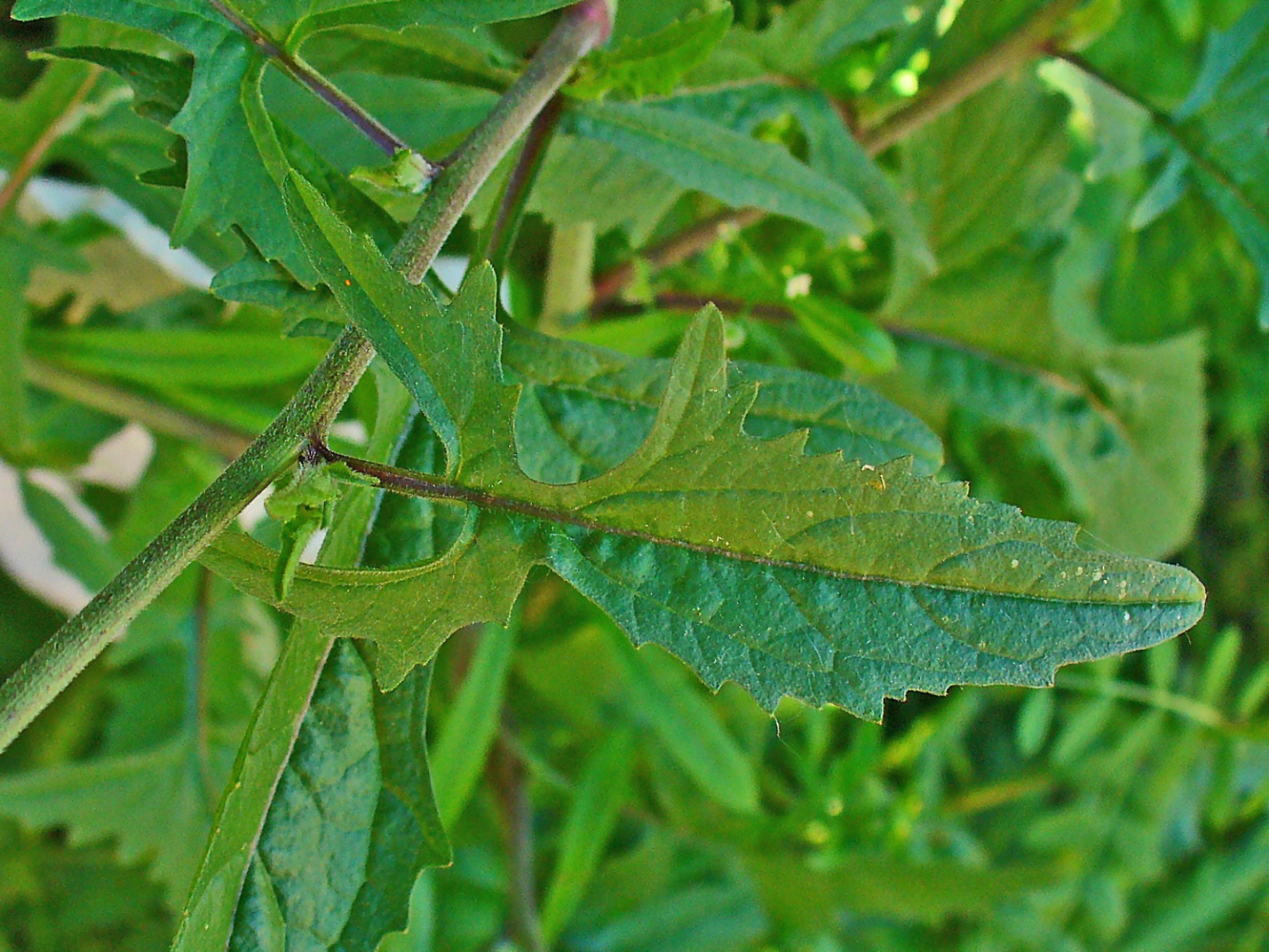
Lodyžní listy
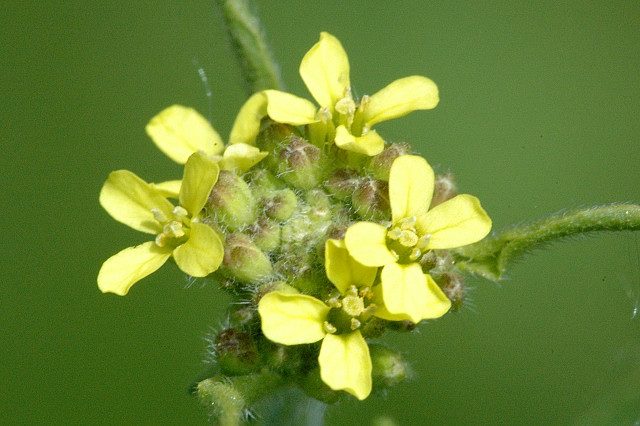
Rozvité květy